# Vritra
Vritra (Sanskrit वृत्र vṛtra m. „Feind, Gewitterwolke“) ist in der vedischen Mythologie ein drachen-, wolken- oder schlangenartiger Dämon (Asura) und Feind der Götter und Menschen, der von Indra bekämpft wird. In den Veden ist er auch als Ahi („Schlange“) bekannt.

## Mythos
Vritra wird als Sohn der Danu bezeichnet. Er bedrängt alle drei Welten (Triloka) und hält die Wasser gefangen. Indra wird aufgezogen, um Vritra zu bekämpfen, weshalb er auch Vritrahan („Vritra-Erschlager“) genannt. Zuerst zerstört er seine 99 Festungen. Zwischenzeitlich wird er von Vritra verschlungen, doch die anderen Götter zwingen ihn, Indra wieder auszuspeien. Doch dann erschlägt er den Dämonen mit seiner Keule Vajra und befreit so die Wasser der Wahrheit, die von Vritra eingeschlossen wurden und in Form von Kühen zum Meer laufen. Er gibt dem Chaos wieder Form, schafft Leben und lässt die Sonne von Neuem scheinen. Dabei erschafft er auch die Morgenröte und den Himmel, den er von der Erde trennt. Sein Sieg über Vritra lässt sich daher auch als Schöpfungsmythos oder besser gesagt als Weltschöpfungsmythos interpretieren.
Vritra ist ein zentraler Bestandteil der Indramythologie und verkörpert die zerstörerischen, dunklen und chaotischen Kräfte der Natur (Trägheit, Winter und Dürre), während Indra die produktiven Kräfte verkörpert.

## Indogermanische Gemeinsamkeiten
Da im iranischen Avesta der Gott Verethragna, dessen Name lautlich exakt zu Sanskrit Vritrahan passt, ähnliche Funktionen wie Indra hat, kann angenommen werden, dass der Mythos des Kampfes mit dem Schlangendämon mindestens indoiranischen Ursprungs ist. Da zudem ähnliche Mythen auch sonst verbreitet sind, so der Kampf des griechischen Helden Herakles mit der Wasserschlange Hydra oder des germanischen Donnergottes Thor gegen die Midgardschlange, wird vermutet, dass hier ein urindogermanischer Mythos vorliegt.